# إيبوليا ناغي
إيبوليا ناغي (بالمجرية: Nagy Ibolya)‏ هي ممثلة مجرية، ولدت في 9 فبراير 1864 في Szentes ‏ في المجر، وتوفيت في 22 أغسطس 1946 في بودابست في المجر.

## وصلات خارجية
- إيبوليا ناغي على موقع IMDb (الإنجليزية)